# Joshua Valentine
Pour les articles homonymes, voir Valentine.

a Compétitions nationales et continentales officielles uniquement.

b Matchs officiels uniquement.
Dernière mise à jour le 5 mars 2019.
Joshua J. Valentine dit Josh Valentine, né le 22 février 1983 à Newcastle (Australie), est un joueur de rugby à XV australien qui joue avec l'équipe d'Australie en tant que demi de mêlée. Il mesure 1,77  m et pèse 84  kg.

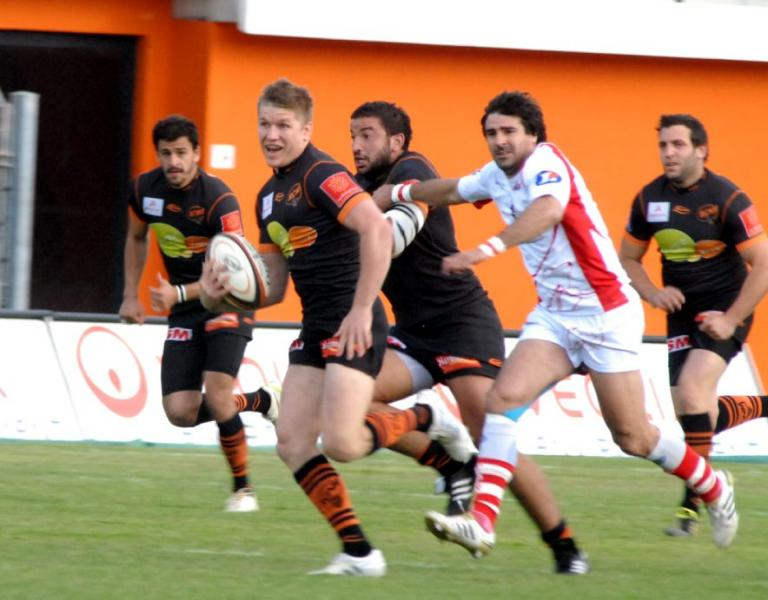
Josh Valentine sous les couleurs du RC Narbonne.

## Carrière
Après avoir porté le maillot des Queensland Reds, des Waratahs, de la Western Force, des Brumbies et du RC Narbonne il signe un contrat de 3 ans avec l'AS Béziers Hérault a compté de la saison 2014-2015.
Il a disputé son premier match international en juin 2006 contre l'équipe d'Angleterre. Il sera sélectionné à sept reprises.
Durant la saison 2013-2014, il reçoit un Oscar Midi olympique qui récompense ses performances remarquables avec le RC Narbonne.
Quelques mois plus tard, il s'engage avec l'AS Béziers jusqu'en 2017.
Le 15 avril 2018, il est contrôlé positif à un stimulant à l'issue d'un match de Pro D2 entre Béziers et Nevers et est suspendu 18 mois. C'est lors de cette même année que Josh Valentine quitte l'AS Béziers pour rejoindre l'US Carcassonne.
En 2020, il quitte le club audois à l'issue de la saison et annonce vouloir arrêter le rugby professionnel. Cependant, Josh Valentine décider de reculer sur ses propos et s'engage avec son ancien club de l'AS Béziers en 2021.
En 2023, alors qu'il est en fin de contrat avec son club, il s'engage en faveur de son premier club hexagonal, celui du RC Narbonne. À l'issue d'une saison où lui et ses partenaires atteignent la finale du championnat, il décide de prendre sa retraite sportive.

## Palmarès

### En club
- 38 matchs de Super 12/14
- 20 Points (4 essais)
- 2002-2006 : Queensland Reds (Super 12 et Super 14)
- 2006-2008 : Waratahs (Super 14)
- 2007-2008 : Sydney Fleet (Australian Rugby Championship)
- 2008-2009 : Western Force (Super 14)
- 2009-2011 : ACT Brumbies (Super 14 et Super Rugby)
- 2011-2014 : RC Narbonne (Pro D2)
- 2014-2018 : AS Béziers Hérault (Pro D2)
- 2018-2020 :  US Carcassonne (Pro D2)
- 2021-2023: AS Béziers Hérault (Pro D2)
- 2023-2024: RC Narbonne (Nationale)

### En équipe nationale
- Sélections avec l'Australie: 5